# NGC 6308
NGC 6308 is een balkspiraalstelsel in het sterrenbeeld Hercules. Het hemelobject werd op 6 juni 1863 ontdekt door de Duitse astronoom Albert Marth.

## Synoniemen
- UGC 10747
- MCG 4-40-21
- ZWG 139.43
- IRAS17099+2326
- PGC 59807